# 阿羅黑德里弗 (新澤西州)
阿羅黑德里弗（英語：Arrowhead River）是位於美國新澤西州坎伯蘭縣的普查規定居民點。

## 人口
根據2020年美國人口普查的數據，阿羅黑德里弗的面積為0.58平方千米，當中陸地面積為0.57平方千米，而水域面積為0.01平方千米。當地共有人口126人，而人口密度為每平方千米217.24人。